# Arabisch-normannisches Palermo und die Kathedralen von Cefalù und Monreale
Arabisch-normannisches Palermo und die Kathedralen von Cefalù und Monreale ist eine von der UNESCO gelistete Stätte des Weltkulturerbes in der italienischen Region Sizilien.

## Hintergrund
Sizilien wurde im Verlauf seiner Geschichte durch verschiedene Völker besiedelt und regiert. In der Antike war es großenteils griechisch kolonisiert, Palermo allerdings phönizisch-karthagisch, und fiel dann an das Römische Reich. Nach dessen Teilung kam Sizilien unter byzantinische Herrschaft. Im 9. Jahrhundert eroberten die Araber die Insel und im 11. Jahrhundert folgte die normannische Eroberung. Die Normannen, die auf Sizilien ein eigenes Königreich errichteten, bildeten die Oberschicht, während die Bevölkerung der Insel größtenteils griechischen oder arabischen Ursprungs war.
Aus der Mischung dieser Kulturen bildete sich in Sizilien ein eigener Kunststil heraus, der heute als Normannisch-arabisch-byzantinische Kunst bezeichnet wird. Besonders augenfällig ist dieser Kunststil in der Architektur. So entspricht beispielsweise der gedrungene Außenbau der Kathedrale von Monreale der normannischen Bauweise im romanischen Baustil. Fassadendetails wie z. B. die sich überschneidenden Blendbögen, die über dem Vorbau an der Fassade und besonders eindrucksvoll mit Intarsienarbeiten an den Rückapsiden zu erkennen sind, sind arabische Stilelemente. Im Inneren zeigen die Goldgrundmosaiken an den Wänden den byzantinischen Einfluss.

## Eintragung
Arabisch-normannisches Palermo und die Kathedralen von Cefalù und Monreale wurde 2015 aufgrund eines Beschlusses der 39. Sitzung des World Heritage Committee in die Liste des UNESCO-Welterbes eingetragen.  In der Zusammenfassung des Beschlusses heißt es über die Bauwerke:
Zusammen sind sie ein hervorragendes Beispiel für einen sozio-kulturellen Synkretismus zwischen westlicher, islamischer und byzantinischer Kultur. Dieser Austausch führte basierend auf neuartigen Konzepten von Raum, Struktur und Dekoration zu einem architektonischen und künstlerischen Ausdruck, der sich weit im gesamten Mittelmeerraum verbreitete. ... Jedes [Bauwerk] zeigt wichtige Aspekte des multikulturellen westlich-islamisch-byzantinischen Synkretismus, der das normannische Königreich Sizilien im 12. Jahrhundert prägte. Die innovative Neuausgestaltung architektonischer Formen, Strukturen und Materialien und deren künstlerische, dekorative und ikonografische Verarbeitung – am auffälligsten die reichen und umfangreichen Tessera-Mosaiken, Böden in opus-sectile-Technik, Intarsien, bildhauerische Elemente, Gemälde und Fittings – feiern das fruchtbare Zusammenleben von Menschen unterschiedlicher Herkunft.
Die Eintragung erfolgte aufgrund der Kriterien (ii) und (iv).
(ii): Arabisch-normannisches Palermo und die Kathedralen von Cefalù und Monreale zeugt von einem besonderen politischen und kulturellen Zustand, der durch das fruchtbare Zusammenleben von Menschen unterschiedlicher Herkunft (muslimisch, byzantinisch, lateinisch, jüdisch, lombardisch und französisch) gekennzeichnet war. Dieser Austausch erzeugt eine bewusste und einzigartige Kombination von Elementen, die aus den architektonischen und künstlerischen Techniken der byzantinischen, islamischen und westlichen Traditionen abgeleitet waren. Dieser neue Stil trug zur Entwicklungen der Architektur der tyrrhenischen Seite Süditaliens bei und verbreitete sich weit im mittelalterlichen Mittelmeerraum.
(iv): Arabisch-normannisches Palermo und die Kathedralen von Cefalù und Monreale ist ein hervorragendes Beispiel einer stilistischen Synthese, die neue räumliche, konstruktive und dekorative Konzepte durch die innovative und kohärente Neuausgestaltung von Elementen aus verschiedenen Kulturen schuf.

## Einzelbauwerke
Die Einzelbauwerke, die Bestandteil des Weltkulturerbes sind, liegen alle in der Nähe der Nordküste der Insel Sizilien. Zwei Schlösser, vier Kirchen, darunter die Kathedrale, und eine Brücke liegen in Palermo, das die Hauptstadt des normannischen Königreichs Sizilien war. Zwei weitere Kathedralen liegen in Städten Siziliens, die im Mittelalter bedeutende Bischofssitze waren. Im Einzelnen umfasst die Weltkulturerbestätte Arabisch-normannisches Palermo und die Kathedralen von Cefalù und Monreale die folgenden neun Bauwerke:
| Bauwerk                                                             | Typ            | Lage                                       | Anmerkungen | Bild             |
| ------------------------------------------------------------------- | -------------- | ------------------------------------------ | --- | ---------------- |
| Palazzo dei Normanni (oder Palazzo Reale) mit der Cappella Palatina | Schloss        | Palermo Piazza del Parlamento Standort     | Sommerresidenz des Emirs von Palermo aus dem 9. Jahrhundert, von Roger II. zu seinem Regierungssitz umgebaut, Sitz der normannischen Könige Siziliens (daher der Name Palazzo dei Normanni = Normannenpalast), derzeit Sitz des Parlaments von Sizilien.                 | (weitere Bilder) |
| Palazzo dei Normanni (oder Palazzo Reale) mit der Cappella Palatina | Schlosskapelle | Palermo im Palazzo dei Normanni Standort   | 1132 bis 1140 unter König Roger II. als Hofkapelle des Palazzo dei Normanni (Palazzo Reale) errichtet, Weihe 1140, Fußboden mit Marmor und Porphyr geschmückt, mit arabischer Schnitzkunst verzierte Holzdecke, Goldgrundmosaiken an den Wänden und in der Kuppel.       | (weitere Bilder) |
| Castello della Zisa                                                 | Schloss        | Palermo Piazza Zisa Standort               | 1165 unter Wilhelm I. begonnen und 1167 unter dessen Sohn Wilhelm II. fertiggestellt, kubusförmiger Bau mit drei Stockwerken, heute Sitz des Museums für Islamische Kunst.                                                                                               | (weitere Bilder) |
| Kathedrale von Palermo                                              | Kirche         | Palermo Corso Vittorio Emanuele Standort   | Kathedrale des Erzbistums Palermo, 1184/1185 anstelle eines durch ein Erdbeben 1169 stark beschädigten Vorgängerbaus errichtet, Portikus von 1465 im Stil der katalanischen Spätgotik, 1781 bis 1801 Umbau des Äußeren und Inneren und Aufsetzen der Kuppel.             | (weitere Bilder) |
| San Giovanni degli Eremiti                                          | Kirche         | Palermo Via dei Benedettini Standort       | von Roger II. kurz nach seiner Bestätigung als König von Sizilien 1130 an der Stelle eines arabischen Vorgängerbaus als Teil des ältesten lateinischen Klosters in Palermo errichtet und 1143 fertiggestellt.                                                            | (weitere Bilder) |
| Santa Maria dell’Ammiraglio                                         | Kirche         | Palermo Piazza Bellini Standort            | ab 1143 unter Georg von Antiochien, dem Ammiratus König Rogers II., als dessen Privatkirche erbaut, Barockfassade aus dem 17. Jahrhundert, seit 1943 Sitz der Pfarrei San Nicolò dei Greci mit byzantinischem Ritus und Konkathedrale der Eparchie Piana degli Albanesi. | (weitere Bilder) |
| San Cataldo                                                         | Kirche         | Palermo Piazza Bellini Standort            | 1154–1160 unter Maio von Bari, dem Ammiratus König Wilhelms I., als dessen Privatkirche erbaut, eine der letzten Kirchen auf Sizilien im arabisch-normannischen Stil | (weitere Bilder) |
| Ponte dell’Ammiraglio                                               | Brücke         | Palermo Corso dei Mille Standort           | Brücke mit zwölf spitzovalen Bögen, errichtet nach 1132 unter Georg von Antiochien, dem Ammiratus König Rogers II., überspannte ursprünglich den Fluss Oreto. | (weitere Bilder) |
| Kathedrale von Monreale                                             | Kirche         | Monreale Piazza Vittorio Emanuele Standort | Kathedrale des Erzbistums Monreale, 1172 bis 1176 unter König Wilhelm II. errichtet, Wände mit byzantinischen Goldgrund-Mosaiken bedeckt. | (weitere Bilder) |
| Kathedrale von Cefalù                                               | Kirche         | Cefalù Piazza Duomo Standort               | Kathedrale des Bistums Cefalù, 1131 bis 1140 unter König Roger II. errichtet | (weitere Bilder) |